# カイブンディット・チャンパシン
カイブンディット・チャンパシン（タイ語: กาจบัณฑิต จำปาศิลป์、2003年1月24日生まれ）は、バンコク出身のタイ・ルクトゥン歌手。芸名はライアン・カトブンディット（タイ語: Ryan Katbundit： ไรอัล กาจบัณฑิต, 発音[raj ʔan kàm- ban tʰít]）。ワークポイント・エンタテインメントが放送していたTVステージコンテスト『マイ・モッド・ニー』に初出演。ワークポイント・エンタテインメントの子会社であるレコードレーベル、ユーンカーオ・レコードから9枚のシングルをリリースしている。

## 生い立ちと音楽活動
バンコク、バンカピ地区の中流家庭に生まれる。父親はルク・トゥン・ソングに興味があり、弟が1人いる。13歳の頃から多くの舞台でコンテストに出場するようになり、タイで新型コロナウイルスが大流行した際に母親が失業したことをきっかけにコンテストに本格的に取り組むようになった。2020年、チャンネル7で放送されたチュムタン・ダオトンに出場するも落選。2021年、One 31で放送された『Dual Phleng Ching Thun』のコンテストに出場したが、6度目の優勝にとどまった。『Mai Mod Nee』のコンテストに出場してから人気が出始めた。『Mai Mod Nee』では200回目の優勝を果たし、同コンテストの解説者から審査の透明性について世間から批判を浴びたものの、ファンからは支持されている。

## 芸能活動
2022年7月、チャッチャイ・チャッチャワーンがオリジナルを書いたファースト・シングル「The Past Love at Kong Fang」（รักเก่าข้างกองฟาง）をレコーディングし、各デジタル・メディアでリリースした。その2ヵ月後、プラファス・チョルサラーノン作詞のセカンド・シングル「We Love Luk Thung」（ฉันรักเพลงลูกทุ่ง）をレコーディング。彼はまた、My Daring on My Wallpapaer (แรงใจหน้าจอ)、End the Sadness With Me (หยุดเสียใจไว้ที่ฉัน)、Solve I With Heart Subject (ติด ร. วิชาหัวใจ)などのシングルをリリースした。

## 受賞
1. 名誉賞品  母親譲り親孝行愛育 タイでママの日イベント 2022年 タイ社会福祉協議会協会より
2. COVER賞品 タイ演歌流行歌(男性)  タイ演歌コム・チャット・ルート' 22 より
3. 大人気タイ演歌賞品 タイ演歌コム・チャット・ルート' 22 より
4. 青年名誉賞品 2022-2023 アーティスト支局

## ディスコグラフィ

### シングル曲
| タイトル                                        | アーティスト                                                           | リリース日     |
| フルアイデカヤトナリ (タイ語:รักเก่าข้างกองฟาง)    | ライアン・カイブンディット                                             | 2022年6月30日  |
| タイ演歌大好き (タイ語:ฉันรักเพลงลูกทุ่ง)            | ライアン・カイブンディット                                             | 2022年8月8日   |
| フォンの心に (タイ語:แรงใจหน้าจอ)                | ライアン・カイブンディット                                             | 2022年10月23日 |
| (RSF 1st Single) 最後ロット (タイ語:ลูกทุ่งเลขท้าย) | ライアン・カイブンディット フォーム・チョンピパット サン・ウォンサトン | 2022年12月25日 |
| 泣いてに止まれ (タイ語:หยุดเสียใจไว้ที่ฉัน)           | ライアン・カイブンディット                                             | 2023年1月10日  |
| Fが愛かもく (タイ語:ติด ร. วิชาหัวใจ)              | ライアン・カイブンディット                                             | 2023年3月24日  |
| リッチリッチ！ (タイ語:รวย ๆ ปัง ๆ)              | ライアン・カイブンディット                                             | 2023年9月4日   |
| (RSF 2nd Single) ショットフュー (タイ語:ช็อตฟีล)  | ライアン・カイブンディット フォーム・チョンピパット サン・ウォンサトン | 2023年10月5日  |
| ジェット南風に (タイ語:แด่ลมใต้ปีก)                | ライアン・カイブンディット                                             | 2023年12月21日 |

### テレビドラマ
| 放送日                 | タイトル               | 役柄     | 放送局           |
| ---------------------- | ---------------------- | -------- | ---------------- |
| 2024年（タイ歴2567年） | カムクアンケーオのうた | ワンサオ | ワーポイトテレビ |

## コンサート
- タイ演歌金マイク・シンパート チェンライ 2022年10月22-23日